# Revue d'histoire diplomatique
Créée en 1887, la Revue d'histoire diplomatique est publiée par les Éditions A. Pedone, sous l'égide de la Société d'histoire diplomatique présidée par le prince Gabriel de Broglie, membre de l'Académie française et de l'ambassadeur de France Louis Dauge.
La Revue d'histoire diplomatique est publiée quatre fois par an et est actuellement codirigée par le professeur Maurice Vaïsse. Elle offre une étude approfondie de l'histoire diplomatique française et étrangère depuis la Renaissance et plus généralement de l'histoire des relations internationales à l'époque contemporaine.

## Quelques auteurs
De nombreux auteurs français et étrangers ont publié dans cette revue, parmi lesquels Lucien Bély, Pierre Renouvin, Maurice Vaïsse, Jean Doise, Gabriel Hanotaux, Georges-Henri Soutou.